# Chip (magazyn internetowy)
Chip (zapis stylizowany: CHIP, także: Chip Online, zapis stylizowany CHIP Online) – niemiecki magazyn internetowy poświęcony technice i cyfrowemu stylowi życia.
Serwis został założony w 1996 roku jako internetowa wersja magazynu Chip. W ciągu miesiąca witryna generuje ponad 60 mln odsłon.
Funkcję redaktora naczelnego pełni Niels Held.